# Wilhelm Raabe

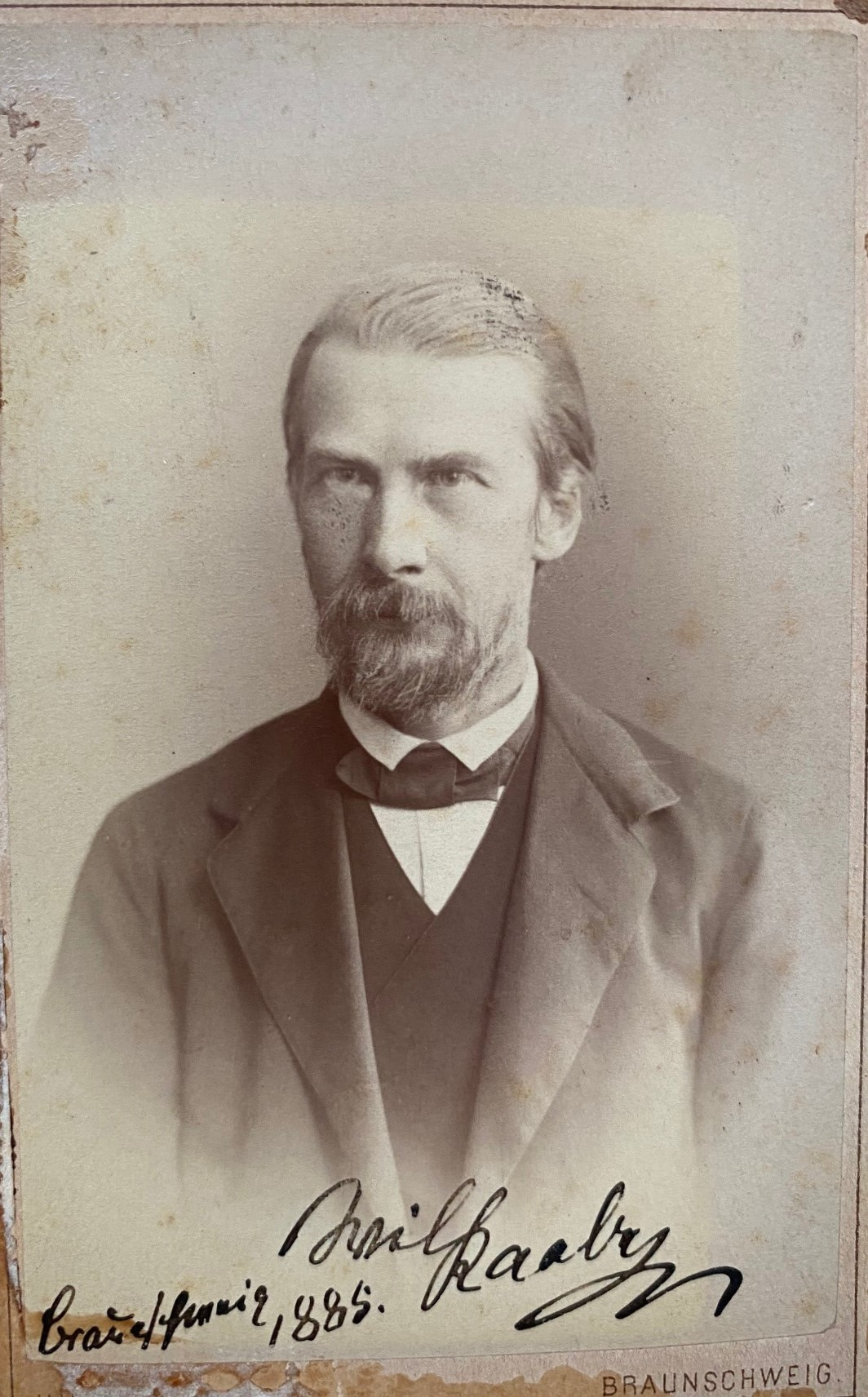
Wilhelm Raabe, Foto von 1885

Wilhelm Karl Raabe (Pseudonym: Jakob Corvinus; * 8. September 1831 in Eschershausen; † 15. November 1910 in Braunschweig) war ein deutscher Schriftsteller (Erzähler), Zeichner und Maler. Er war ein Vertreter des poetischen Realismus, bekannt für seine gesellschaftskritischen Erzählungen, Novellen und Romane. Raabe lebte mehrere Jahre in Wolfenbüttel (davon sechs als Schriftsteller), acht Jahre in Stuttgart und fast 40 Jahre in Braunschweig.

## Leben
Wilhelm Raabe wurde als Sohn des Justizbeamten Gustav Karl Maximilian Raabe (1800–1845) und dessen Frau Auguste Johanne Frederike Jeep (1807–1874) im kleinstädtischen Eschershausen im Weserbergland geboren. Sein Großvater war der Postbeamte und Publizist August Raabe. Kindheit und Schulzeit verbrachte Raabe in Holzminden und Stadtoldendorf. Nach dem Tod des Vaters zog die Witwe mit Wilhelm und seinen zwei Geschwistern nach Wolfenbüttel zu ihren Verwandten, die zum Großbürgertum zählten.
Nach dem Abbruch der Schule und einer 1853 ebenfalls abgebrochenen Buchhändlerlehre in der Creutzschen Verlagsbuchhandlung im Haus Zum goldenen Weinfaß in Magdeburg versuchte Raabe in Wolfenbüttel vergeblich, das Abitur nachzuholen. In Berlin studierte er als Gasthörer Philologie an der Friedrich-Wilhelms-Universität, der heutigen Humboldt-Universität, was ihm als Bürgerssohn auch ohne Abitur möglich war. In dieser Zeit entstand sein erster Roman Die Chronik der Sperlingsgasse, den er unter dem Pseudonym „Jacob Corvinus“ (corvinus ist Lateinisch für „rabenartig“) veröffentlichte und der nach seinem Bekunden sein größter schriftstellerischer Erfolg war – und der Überlieferung nach auch sein größter wirtschaftlicher Erfolg.

Bertha Leiste oben Mitte (ca. 1860)

Am 24. Juli 1862 heiratete Wilhelm Raabe Bertha Emilie Wilhelmine Leiste (1835–1914), die Tochter des Oberappellationsgerichtsprocurators Christoph Ludwig Leiste aus Wolfenbüttel (Sohn des Pädagogen Christian Leiste) und seiner Frau Johanne Sophie Caroline Berta Heyden. Aus der Ehe gingen vier Töchter hervor: Margarethe (* 17. September 1863 in Stuttgart; † 17. März 1947 in Wolfenbüttel), Elisabeth (* 1868 in Stuttgart), Klara (* 1872 in Braunschweig) und Gertrud (* 1876 in Braunschweig).
In den fast fünfzig Jahren zwischen dem 15. November 1854, dem „Federansetzungstag“, als er Die Chronik der Sperlingsgasse zu schreiben begann (erschienen Ende September 1856, vordatiert auf 1857), und dem als Fragment abgebrochenen Roman Altershausen im Jahre 1902 verfasste Raabe nicht weniger als 68 Romane, Erzählungen und Novellen, dazu eine kleine Zahl von Gedichten. Da Raabe ausschließlich von seinen Einkünften als freier Schriftsteller lebte, war er zu dieser hohen Produktivität gezwungen. Das Spektrum seines Werkes reicht von großen, realistischen Romanen und meisterhaften Novellen bis hin zu alltäglicher Unterhaltungsliteratur. Die Popularität seines Erstlingswerkes erreichte kein anderes seiner Bücher, doch fanden auch sie eine große Leserschaft.

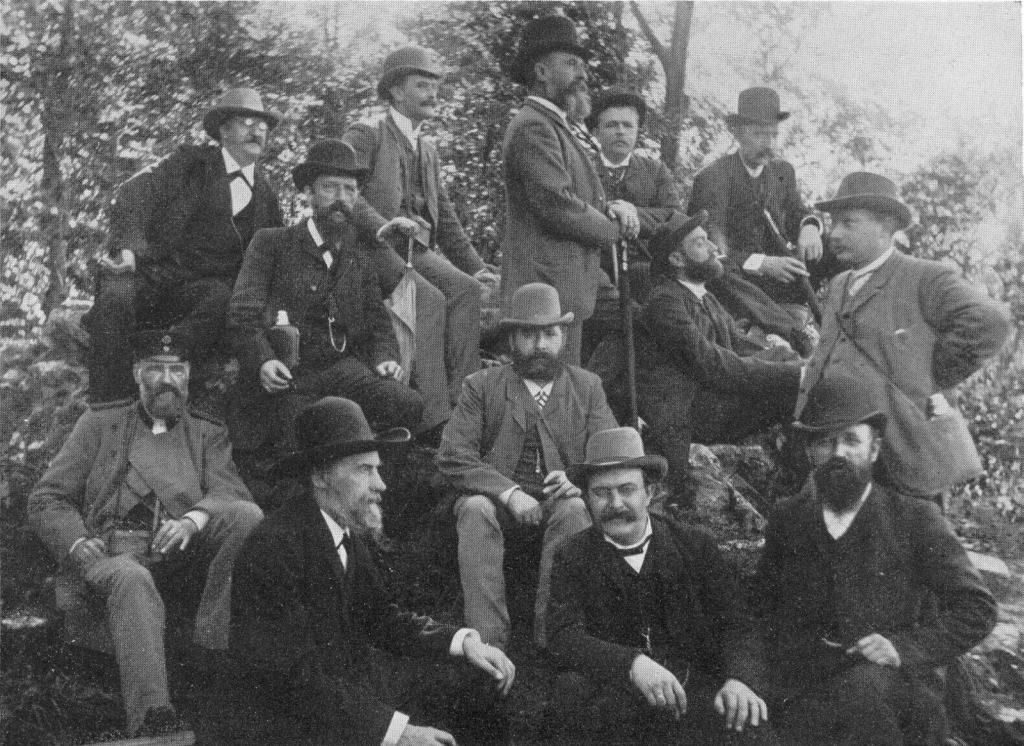
Raabe (unterste Reihe links) bei den „Kleidersellern“ am 21. September 1890

Aufnahme aus dem Sterbejahr 1910

Am 15. Dezember 1870 wurde Raabe, durch Ludwig Hänselmann vermittelt, Mitglied des Stammtischs der Ehrlichen Kleiderseller zu Braunschweig. 1883 wurde er Mitglied eines weiteren Stammtischs, der sich Feuchter Pinsel nannte und verschiedene Künstler und Kunstinteressierte der Stadt zusammenbrachte.
In den 1890er Jahren wurde einigen Werken Raabes wieder mehr Aufmerksamkeit geschenkt. Während dieses Aufschwungs wurde er auch einige Male öffentlich geehrt, obwohl er selbst sich bereits als „gestorbenen Schriftsteller“ („Schriftsteller a. D.“) betrachtete. Einen umfangreichen Briefwechsel führte er mit dem Literaturkritiker Sigmund Schott, der auch viele Werke Raabes in der Presse besprach. In seinen letzten acht Lebensjahren stellte er seine schriftstellerische Tätigkeit ein und unternahm mehrere Reisen.
Raabe gehörte zum „Ehrenbeirat“ des im Mai 1907 gegründeten Werdandi-Bundes. 
Raabe starb am Tag seines Autorenjubiläums, 56 Jahre nach dem „Federansetzungstag“. Die Gedenkrede bei der Trauerfeier hielt der Schriftsteller Wilhelm Brandes, ein Freund und Vertrauter Raabes und dessen Biograph, der 1911 zusammen mit mehreren Braunschweiger Honoratioren die Gesellschaft der Freunde Wilhelm Raabes gründete.
Er vollendete insgesamt zwanzig Romane und eine Vielzahl kurzer Erzählungen, von denen die meisten die Schicksale der ländlichen Bevölkerung in Konflikt mit dem Fortschritt und der Industrialisierung porträtieren.

### Wilhelm Raabes eigenes Lebensbild
Die Bitte nach einer Autobiografie lehnte Wilhelm Raabe zwar ab, er schrieb aber 1906 eine kleine biographische Skizze:

„Ich bin am 8. September 1831 zu Eschershausen im Herzogtum Braunschweig geboren worden. Mein Vater war der damalige Aktuar am dortigen Amtsgericht, Gustav Karl Maximilian Raabe, und meine Mutter Auguste Johanne Frederike Jeep, die Tochter des weiland Stadtkämmerers Jeep zu Holzminden. Meine Mutter ist es gewesen, die mir das Lesen aus dem Robinson Crusoe unseres alten Landsmanns aus Deensen, Joachim Heinrich Campe beigebracht hat. Was ich nachher auf Volks- und Bürgerschulen, Gymnasien und auf der Universität an Wissenschafte zu erworben habe, heftet sich alles an den lieben feinen Finger, der mir ums Jahr 1836 herum den Punkt über dem i wies.
Im Jahr 1845 starb mein Vater als Justizamtmann zu Stadtoldendorf und zog seine Witwe mit ihren drei Kindern nach Wolfenbüttel, wo ich das Gymnasium bis 1849 besuchte. Wie mich danach unseres Herrgotts Kanzlei, die brave Stadt Magdeburg, davor bewahrte, ein mittelmäßiger Jurist, Schulmeister, Arzt oder gar Pastor zu werden, halte ich für eine Fügung, für welche ich nicht dankbar genug sein kann.
Ostern 1854 ging ich nach einem Jahr ernstlicher Vorbereitung nach Berlin, um mir auch ‚auf Universitäten‘ noch etwas mehr Ordnung in der Welt Dinge und Angelegenheiten, soweit sie ein so junger Mensch übersehen kann, zu bringen. Im November desselben Jahres begann ich dort in der Spreegasse die ‚Chronik der Sperlingsgasse‘ zu schreiben und vollendete sie im folgenden Frühling. Ende September 1856 erblickte das Buch durch den Druck das Tageslicht und hilft mir heute noch neben dem ‚Hungerpastor‘ im Erdenhaushalt am meisten mit zum Leben. Denn für die Schriften meiner ersten Schaffensperiode, die bis zu letzterwähntem Buche reicht, habe ich ‚Leser‘ gefunden, für den Rest nur ‚Liebhaber‘, aber mit denen, wie ich meine, freilich das allervornehmste Publikum, was das deutsche Volk gegenwärtig aufzuweisen hat.“

## Raabe-Häuser
Wilhelm Raabes Geburtshaus ist heute ein Museum, das Raabe-Haus in Eschershausen.
Das Raabe-Haus in Braunschweig ist das Gebäude, in dem Raabe von 1901 bis zu seinem Tod im Jahr 1910 mit seiner Familie lebte. Hier befinden sich eine Ausstellung und eine Raabe-Forschungsstelle.

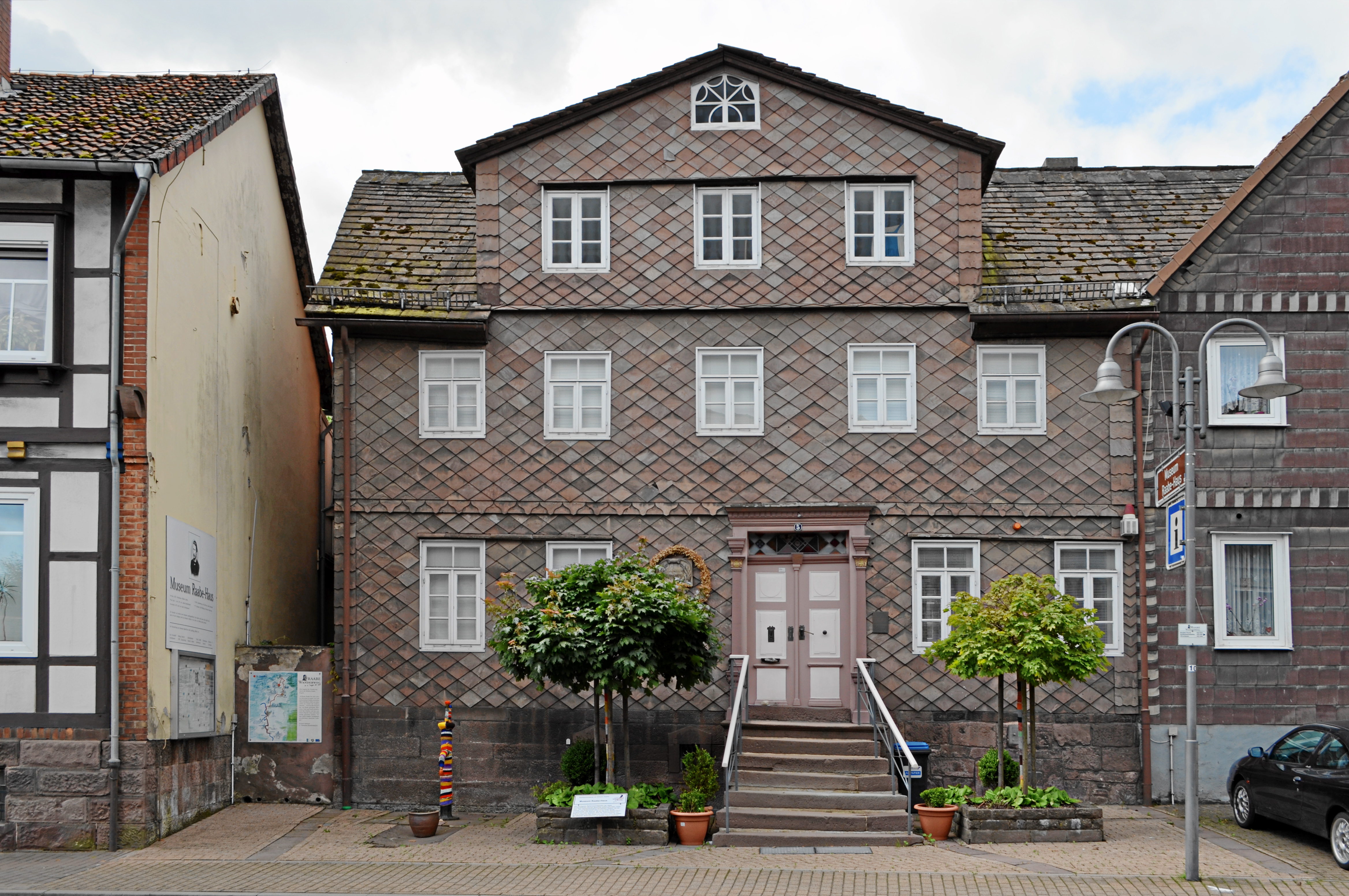
Wilhelm Raabes Geburtshaus in Eschershausen, heute ein Museum
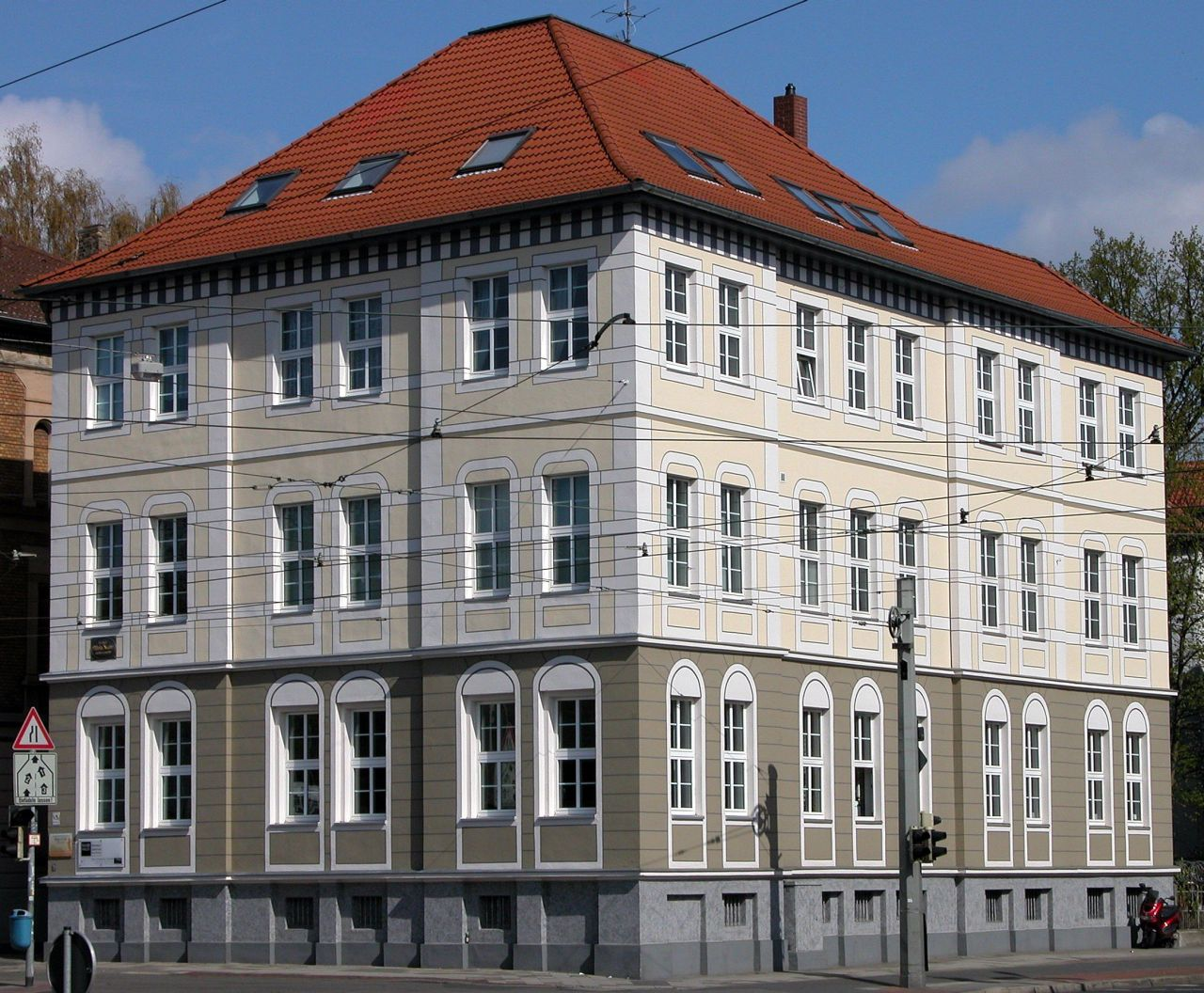
Das Raabe-Haus in Braunschweig
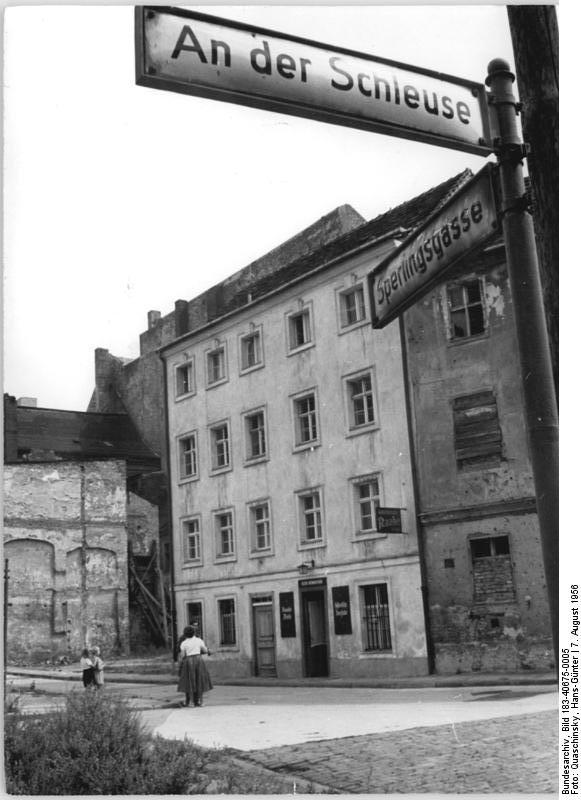
Die Gaststätte „Raabe-Diele“ in der Berliner Sperlingsgasse (1955)

## Künstlerisches Schaffen

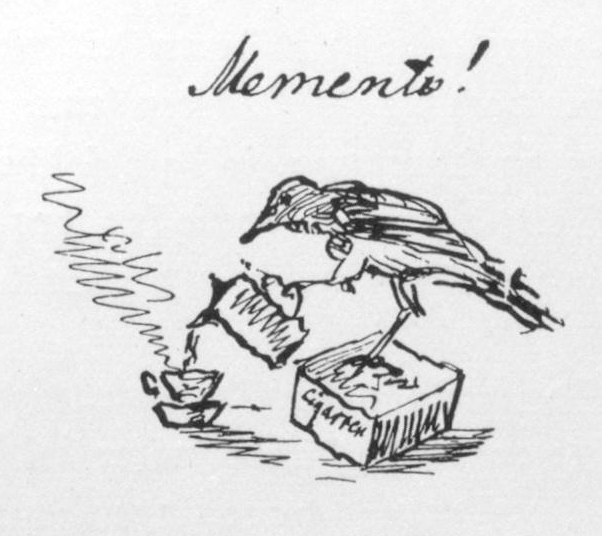
„Memento!“, Federzeichnung von Wilhelm Raabe, Einladung zum Sonntagskränzchen am 26. Mai 1867 für Ferdinand Scholl. – Ein Rabe steht auf einer Zigarrenkiste und gießt eine Tasse Kaffee ein.

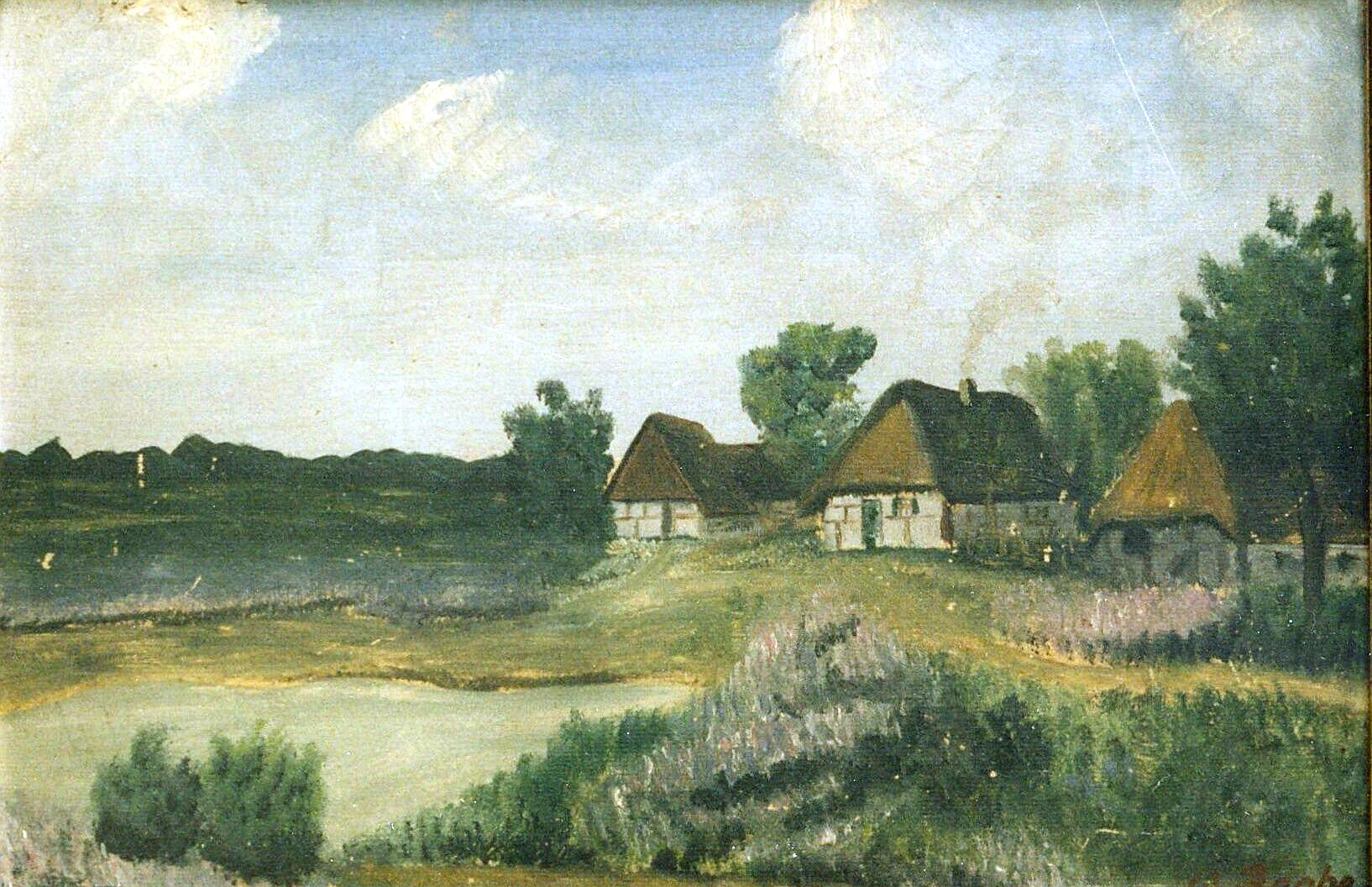
Wilhelm Raabe: Bauernkaten in einer Heidelandschaft

### Schriftsteller
Raabe beobachtete besonders stark die irreparablen Risse zwischen Altem und Neuem, zwischen Geborgenheit und technischer Industrialisierung, welche sich auf Kosten der Natur und der Gemütskultur vergrößerten und vertieften. Als einer der ersten Umweltromane gilt sein Werk Pfisters Mühle, in dem er den Niedergang eines idyllischen Ausflugslokals auf die Wasserverschmutzung durch eine nahe Zuckerrübenfabrik zurückführt. Das Lokal muss schließlich dem Neubau einer Fabrik weichen. Raabe sah also die dunklen Seiten des Fortschritts, des Daseins überhaupt, und nahm die Haltung eines Pessimisten an. Für diese Lage empfahl er: Sieh auf zu den Sternen. Gib Acht auf die Gasse. (Die Leute aus dem Walde). In diesem Grundzug wurzelt auch Raabes Humor. So war Raabe kein Mensch der Idylle, obwohl er oft so gelesen bzw. interpretiert wurde, sondern blieb vielmehr ein entschiedener Kritiker seiner Zeit.
Raabe behandelt in seinem Gesamtwerk Teile der deutschen Geschichte, vor allem die Kriege. Dabei gelingt es ihm, durch die Einführung von realen Charakteren und deren Schicksalen seine Werke lebendig und spannend zu gestalten. Durch Kunstgriffe der Erzählperspektive und des Stils hält er einen beobachtenden Abstand.
Viele Betrachtungen und Abschweifungen – auch die seinerzeit noch unauffällige Fülle der Zitate von der Antike bis zum zeitgenössischen Volksmund – erschweren heute das Lesen von Raabes Werken. Flüchtiger Lektüre scheint es bisweilen, als hätten seine Texte einen unzulänglichen Aufbau und fehlten gelegentlich wichtige Zusammenhänge, doch gerade diese arbeitete er mit großer Sorgfalt und Feinheit heraus.
Die Wertungen von Raabes Dichtungen haben sich seit seinen Lebzeiten verschoben. Er selbst urteilte sehr hart über einige seiner frühen Werke, die er zum Teil als „Jugendquark“ bezeichnete. Während früher die sogenannte „Stuttgarter Trilogie“ (Der Hungerpastor, Abu Telfan, Der Schüdderump) als Hauptwerk galt, wird heute anderen Erzählungen und Romanen der Vorzug gegeben (u. a. Stopfkuchen, Horacker, Das Odfeld, Hastenbeck, Die Akten des Vogelsangs). Sein Roman Der Hungerpastor aus dem Jahr 1864 weist deutliche antisemitische Untertöne auf und bedient antijüdische Stereotypen. Nach Elke Kimmel wurden diese antisemitischen Sequenzen von Raabe bewusst zur Erhöhung seiner Verkaufszahlen eingeschrieben. Im Nationalsozialismus wurde Der Hungerpastor als antisemitisches Meisterwerk gefeiert.

### Zeichner und Maler
Wilhelm Raabe hatte ein weiteres, weniger bekanntes Talent, das des Malens. Er hinterließ mehr als 550 Aquarelle und Zeichnungen, die sich heute zum überwiegenden Teil im Besitz der Stadt Braunschweig befinden und vom dortigen Stadtarchiv verwahrt werden; im Privatbesitz der Nachkommen verblieben sind einige Blätter und Skizzen. Das Landschaftsbild Bauernkaten in einer Heidelandschaft ist ein Ölbild in den Maßen 37 × 23 cm.

## Werke

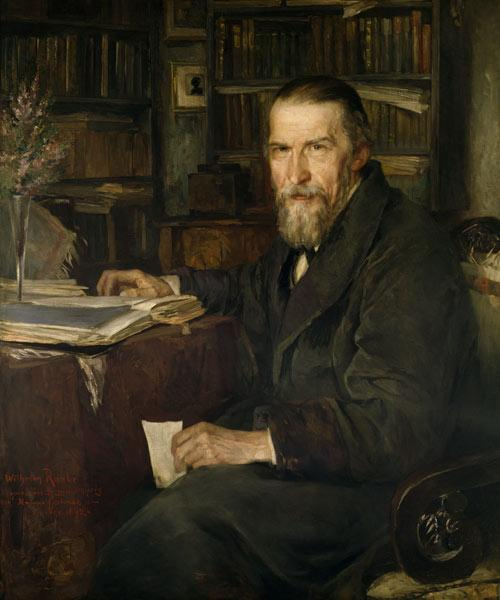
Porträt von Hanns Fechner, 1893

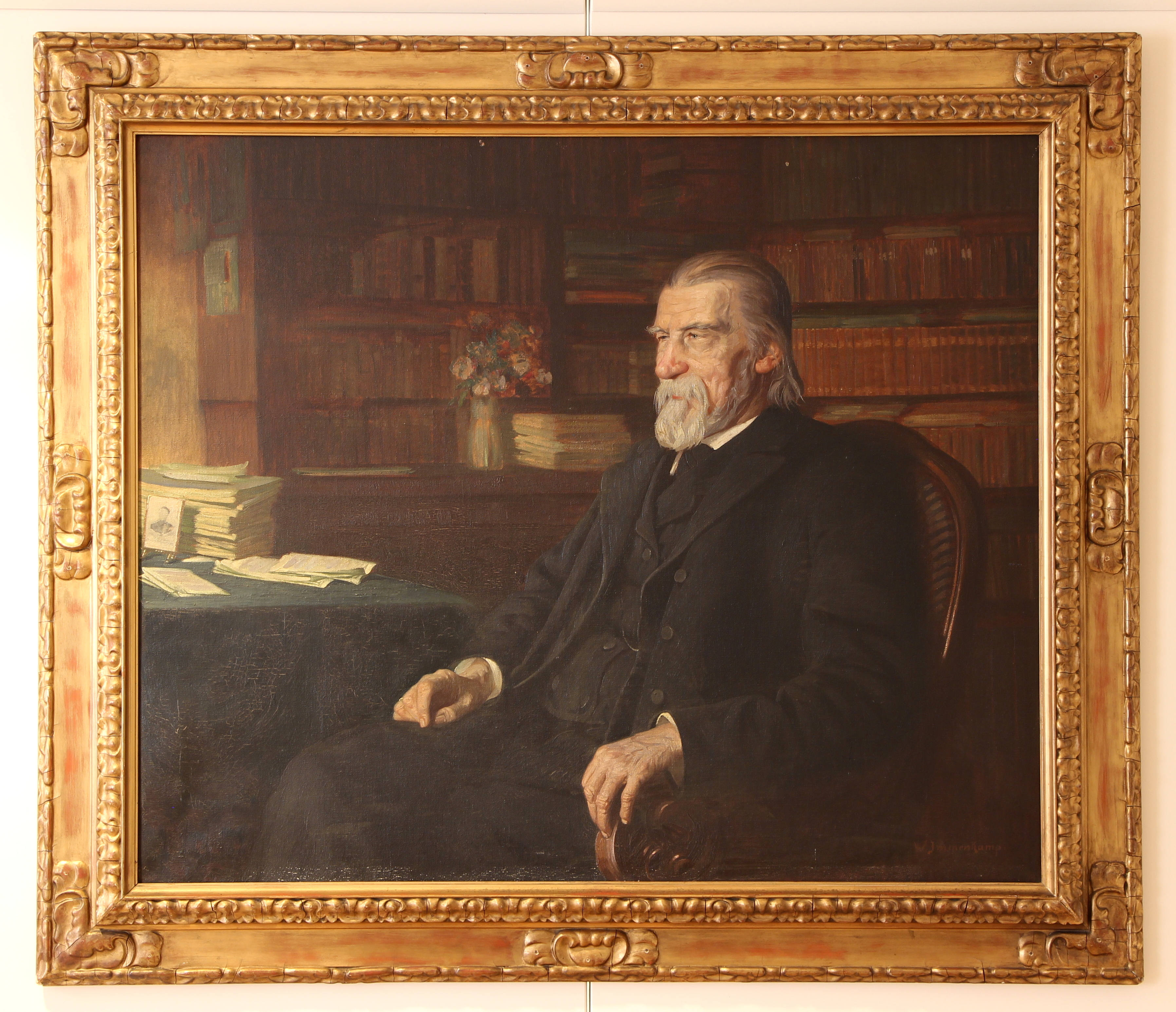
Porträt von Wilhelm Immenkamp, 1909, gemalt in Raabes Arbeitszimmer in der Leonhardstraße

- Die Chronik der Sperlingsgasse, 1856 (Digitalisat und Volltext im Deutschen Textarchiv)
- Ein Frühling, Der Weg zum Lachen, 1857
- Die alte Universität, Der Student von Wittenberg, Weihnachtsgeister, Lorenz Scheibenhart, Einer aus der Menge, 1858
- Die Kinder von Finkenrode, Der Junker von Denow, Wer kann es wenden?, 1859
- Aus dem Lebensbuch des Schulmeisterleins Michel Haas, Ein Geheimnis, 1860
- Auf dunkelm Grunde, Die schwarze Galeere, Der heilige Born, Nach dem großen Kriege, 1861
- Unseres Herrgotts Kanzlei, Das letzte Recht, 1862
- Eine Grabrede aus dem Jahre 1609, Die Leute aus dem Walde, Holunderblüte, Die Hämelschen Kinder 1863
- Der Hungerpastor, Keltische Knochen, 1864
- Else von der Tanne, Drei Federn, 1865
- Die Gänse von Bützow, Sankt Thomas, Gedelöcke, 1866
- Abu Telfan, 1867
- Theklas Erbschaft, 1868
- Im Siegeskranze, 1869
- Der Schüdderump, Der Marsch nach Hause, Des Reiches Krone, 1870
- Der Dräumling, 1872
- Deutscher Mondschein, Christoph Pechlin, 1873
- Meister Autor oder Die Geschichten vom versunkenen Garten, Höxter und Corvey, 1874
- Frau Salome, Vom alten Proteus, Eulenpfingsten, 1875
- Die Innerste, Der gute Tag, Horacker, 1876
- Auf dem Altenteil, 1878
- Alte Nester, Wunnigel, 1879
- Deutscher Adel, 1880
- Das Horn von Wanza, 1881
- Fabian und Sebastian, 1882
- Prinzessin Fisch, 1883
- Villa Schönow, Pfisters Mühle, Zum wilden Mann, Ein Besuch, 1884
- Unruhige Gäste, 1885
- Im alten Eisen, 1887
- Das Odfeld, 1888 (Digitalisat und Volltext im Deutschen Textarchiv)
- Der Lar, 1889
- Stopfkuchen, 1891 (Digitalisat und Volltext im Deutschen Textarchiv)
- Gutmanns Reisen, 1892
- Kloster Lugau, 1894
- Die Akten des Vogelsangs, 1896 (Digitalisat und Volltext im Deutschen Textarchiv)
- Hastenbeck, 1899
- Altershausen (Fragment), 1902 (1911 veröffentlicht)

## Editionen
Gesamtausgaben
- Sämtliche Werke. Serie 1, Band 1–6; Serie 2, Band 1–6, Serie 3, Band 1–6, Klemm, Berlin-Grunewald [1913–1916].
- Sämtliche Werke. Braunschweiger Ausgabe. Herausgegeben von Karl Hoppe / Im Auftrag der Braunschweigischen Wissenschaftlichen Gesellschaft nach dem Tode von Karl Hoppe besorgt von Jost Schillemeit, Vandenhoeck & Ruprecht, Göttingen 1966–1994 – 26 Bände digitalisiert.

Weitere Texte
- „In alls gedultig.“ Briefe Wilhelm Raabes. Hrsg. v. Wilhelm Fehse. Grote Verlag, Berlin, 1940.
- „Glockenklang: 50 zeitlose Gedichte. Hrsg. v. Martin Werhand. Martin Werhand Verlag, Melsbach, 2017.[11][12]
- Wilhelm Raabe: „Drei Schreibfedern.“ (Aufgefrischter Originaltext.) Hrsg. v. Herbert Friedrich Witzel. Worttransport.de Verlag, Berlin 2020, ISBN 978-3-944324-47-0.

## Vertonungen
Es gibt eine Reihe von Texten von Wilhelm Raabe, die von verschiedenen Komponisten in Form eines Kunstlieds vertont worden sind:
- Hans Sommer: Herbst!, Leipzig, Brandstetter, 1901.
- Helene Dunkel, Otto Molsen, Walter Flath, Walter Rau, Constantin Bauer: Raabe-Lieder – Gedichte Wilhelm Raabes für Gesang und Klavier, Leipzig, Hofmeister, um 1920.
- Paul Graener: Wilhelm Raabe Lieder für eine hohe Singstimme mit Klavierbegleitung, op. 83, Berlin und Leipzig, Bock, 1928.
- Walter Flath: Mein Raabe-Liederbuch für Gesang und Klavier, op. 43, Radebeul bei Dresden, 1929.

## Auszeichnungen und Ehrungen
Auszeichnungen zu Lebzeiten
- 1886 Ehrengabe und später lebenslanger Ehrensold der Schillerstiftung
- 1899 Verdienstorden des Fürstentums von Bayern
- 1901 Ehrendoktor der Universitäten Göttingen und Tübingen
- 1901 Ehrenbürger der Stadt Braunschweig und der Stadt Eschershausen
- 1901 Verdienstorden der Fürstenhäuser von Baden, Braunschweig, Preußen, Sachsen-Weimar, Württemberg
- 1902 Benennung der Raabestraße im späteren Verwaltungsbezirk Prenzlauer Berg von Groß-Berlin
- 1910 Ehrendoktor der Universität Berlin

Postume Ehrungen
Einige Gedenkstätten des Schriftstellers spiegeln seine Rezeptionsgeschichte. Z. B. wurde die Aufstellung des 1931 anlässlich des 100. Geburtstags in Braunschweig eingeweihten Raabe-Brunnens einerseits von Exponenten der NS-Literaturpolitik, andererseits von Schriftstellern unterstützt, die nicht zum völkisch-nationalistischen Spektrum gehörten wie Thomas Mann, Fritz von Unruh, Heinrich Vogeler. In der kontroversen Diskussion um die Gestaltung setzte sich der Entwurf eines Ritters mit Schwert und Einhorn von Fritz Behn durch. An gleicher Stelle des im Zweiten Weltkrieg 1944 zerstörten Brunnens wurde 1975 ein Denkmal nach einem Entwurf Ernst Müllers aufgestellt. Die Inschrift mit der Warnung Raabes nimmt Bezug auf die Wirkungsgeschichte: „Hütet Euch fernerhin, Eure Hand zu bieten, noch mehr der Ruinen zu machen“ (1874).
- 1910 Ehrengrab auf dem Braunschweiger Hauptfriedhof
- um 1920 Benennung der Raabestraße in Berlin-Lichtenrade
- 1931 Raabe-Denkmal und Wilhelm-Raabe-Schule in Eschershausen
- 1931 Umbenennung der Spreestraße in Sperlingsgasse in Berlin-Mitte
- 1931 Brunnendenkmal in Braunschweig (im Zweiten Weltkrieg zerstört)
- 1931 Benennung der Wilhelm-Raabe-Gasse in Graz. Eine vom Grazer Gemeinderat eingesetzte Historikerkommission beurteilte 2017 die Benennung der Wilhelm-Raabe-Gasse als eine Straßenbenennung mit Diskussionsbedarf. Als Grund werden die antisemitischen Töne in seinem Werk Der Hungerpastor angegeben.[18]
- 1940 Benennung des Wilhelm-Raabe-Wegs in Kiel-Pries[19]
- 1945 Im Süden von Regensburg in der Ganghofersiedlung wurde eine Straße nach ihm benannt.[20]
- 1941 Wilhelm-Raabe-Preis wird gestiftet und bis 1990 verliehen
- 1950 Wilhelm-Raabe-Warte bei Blankenburg
- 1975 Denkmal in Braunschweig
- 1981 Briefmarke der Deutschen Bundespost
- 2000 Wilhelm Raabe-Literaturpreis wird gestiftet von der Stadt Braunschweig und dem Deutschlandradio
- 2000 Benennung des Asteroiden (14366) Wilhelmraabe

Zu Wilhelm Raabe als Namensgeber für Schulen siehe Wilhelm-Raabe-Schule und Gymnasium Raabeschule. Einige Städte benannten Straßen nach Wilhelm Raabe.

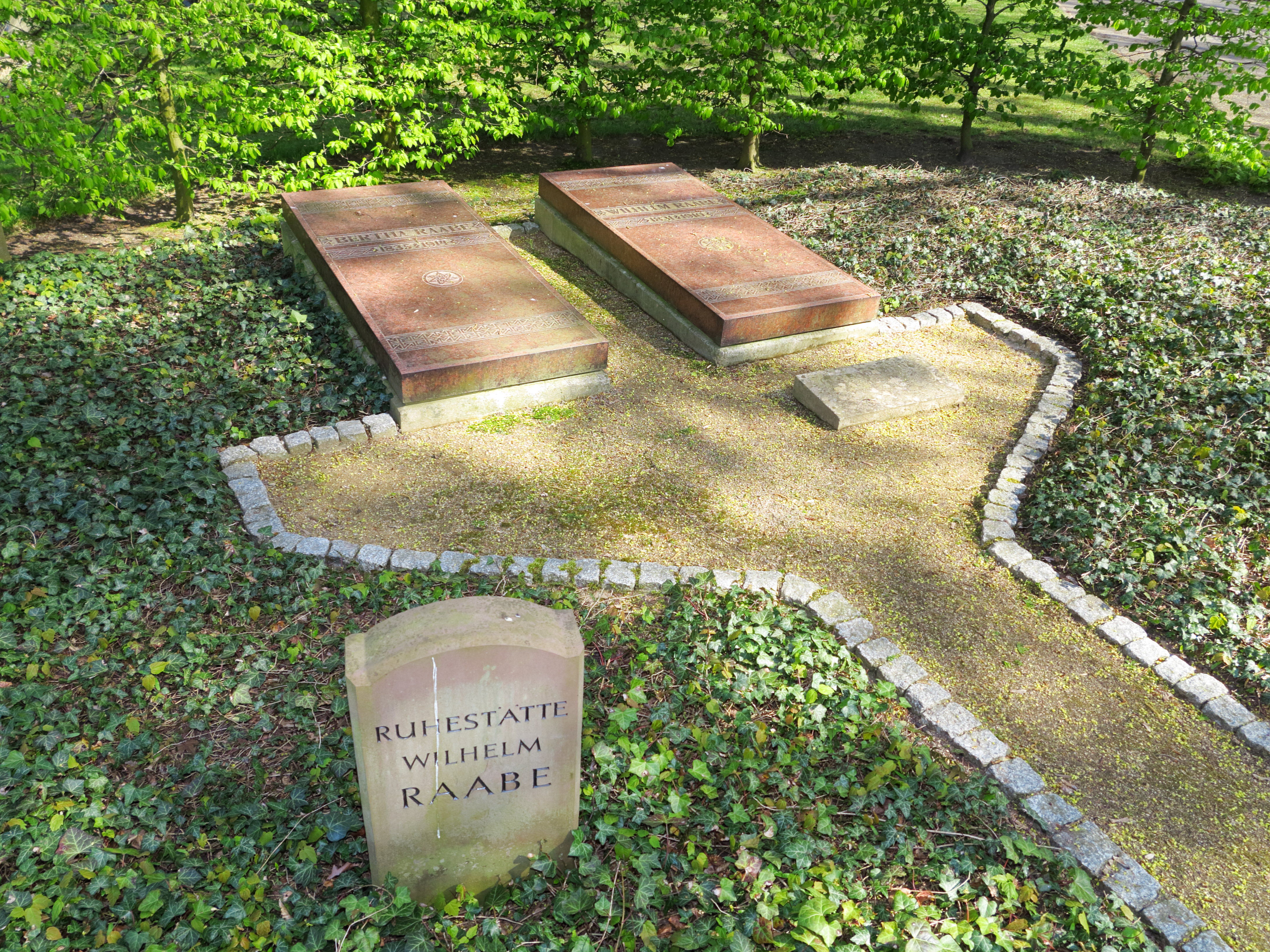
Grab Wilhelm Raabes, seiner Frau Bertha und seiner Tochter Gertrud auf dem Hauptfriedhof Braunschweig
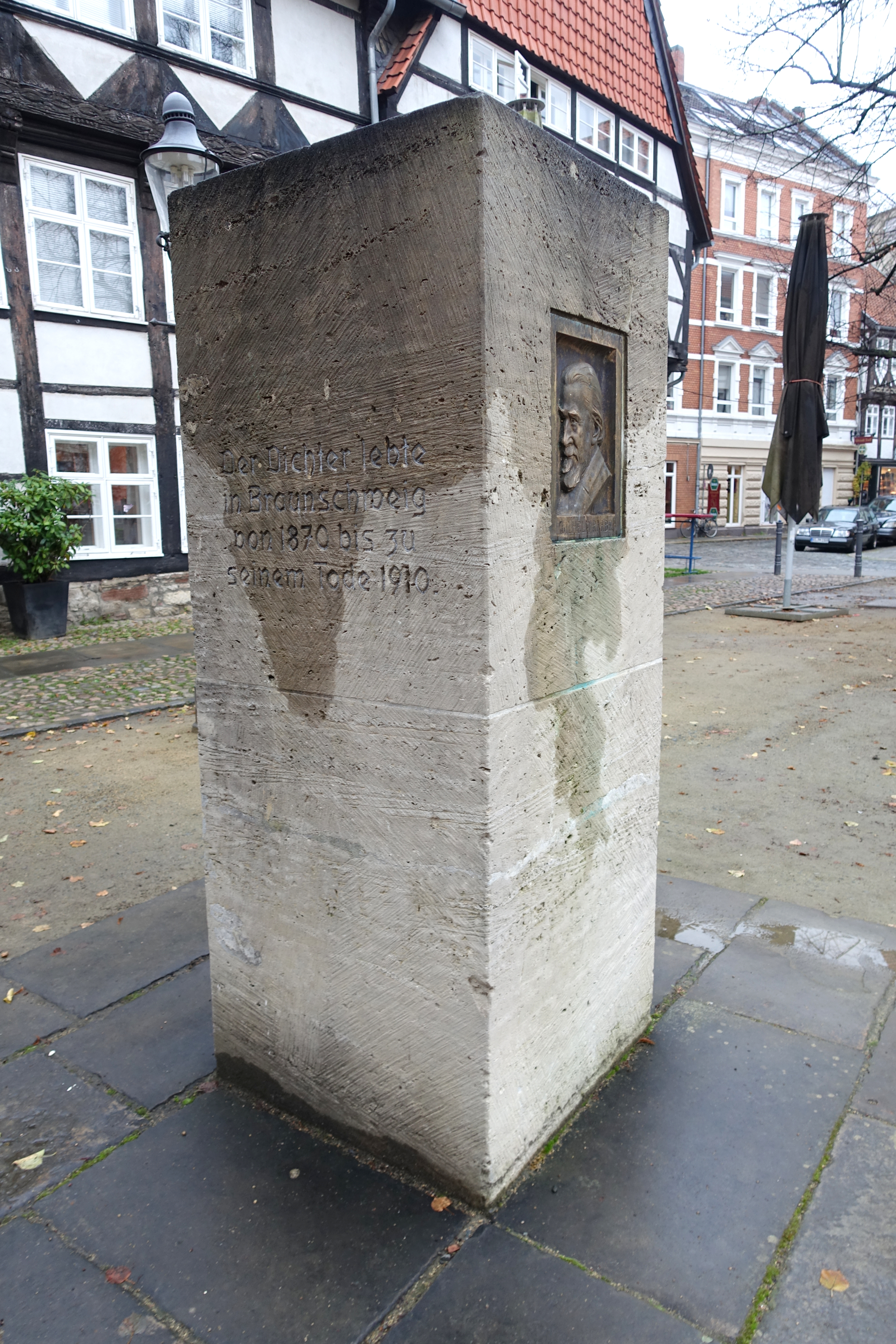
Raabe-Denkmal in Braunschweig.
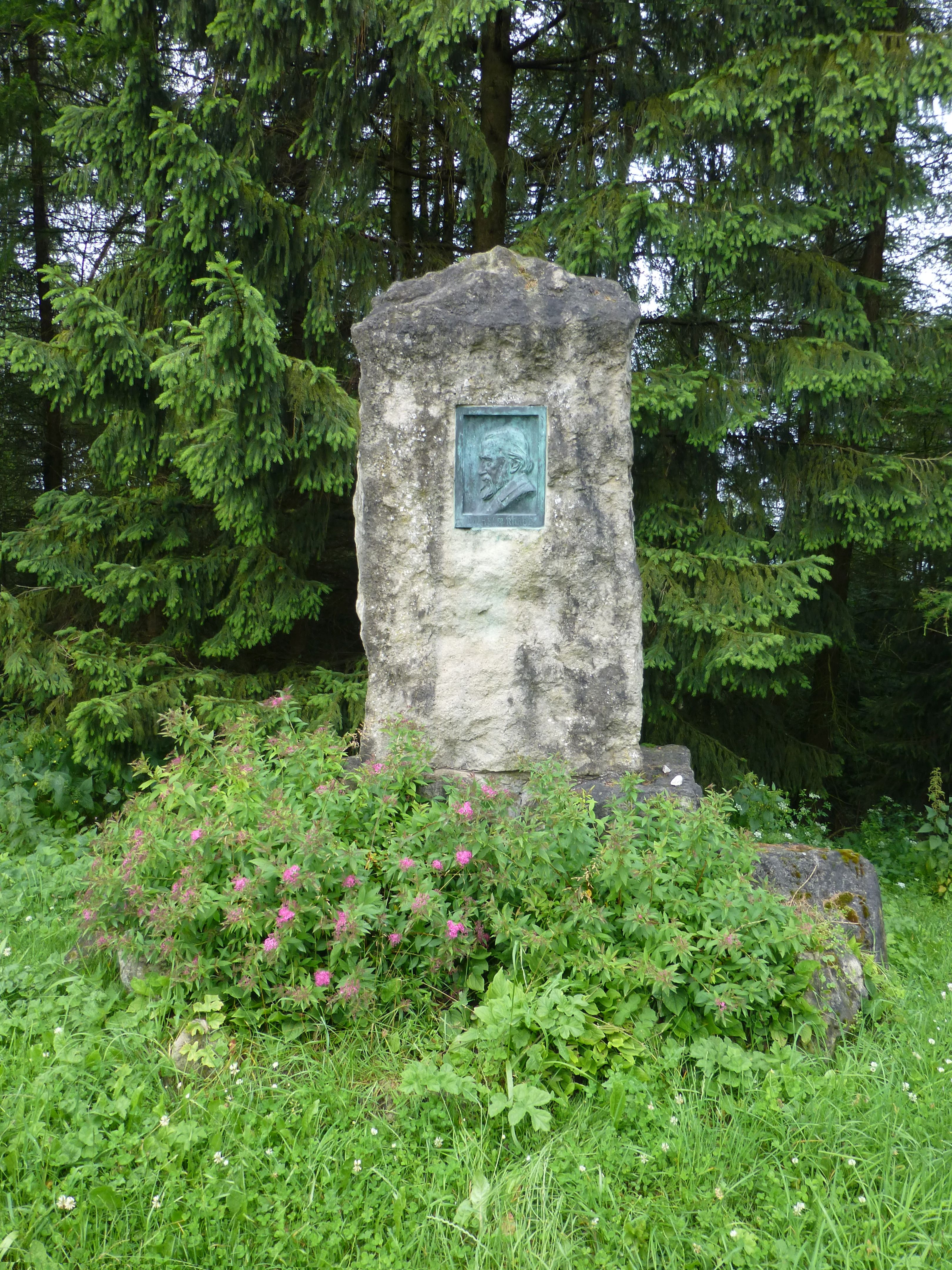
Denkmal am Raabe-Wanderweg auf dem Großen Sohl
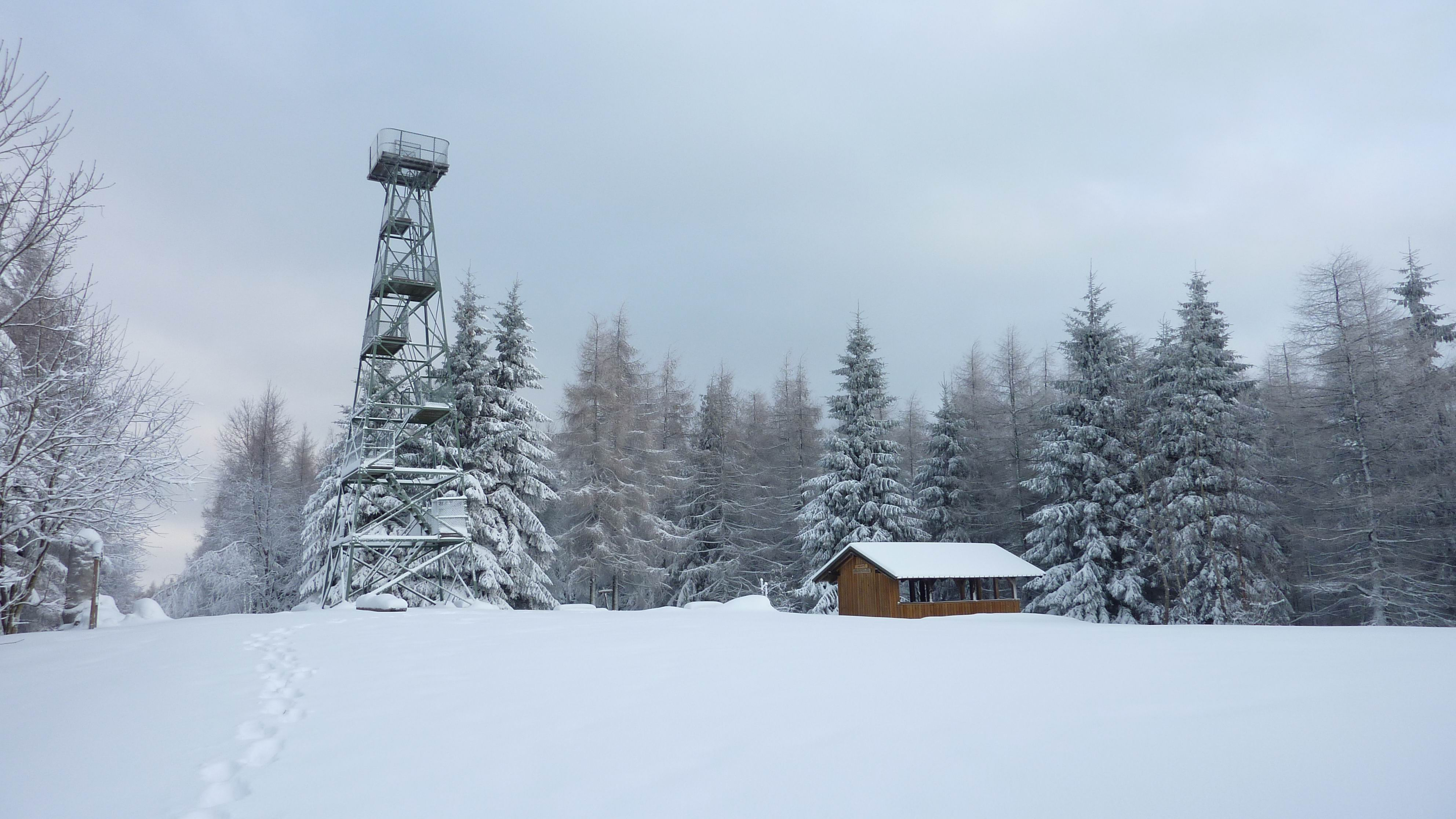
Wilhelm-Raabe Turm auf dem Großen Sohl
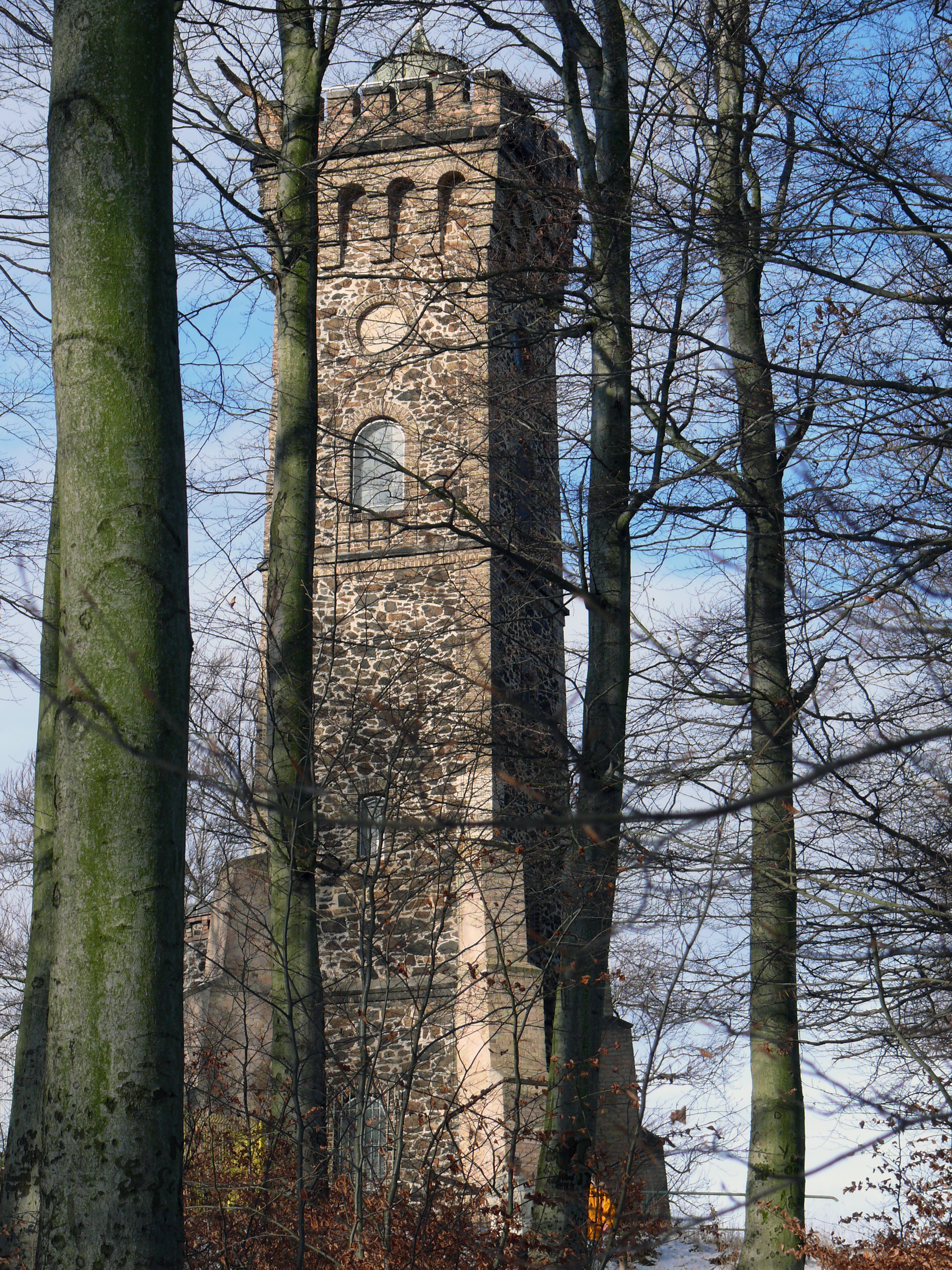
Wilhelm-Raabe-Warte auf dem Eichenberg bei Blankenburg im Harz
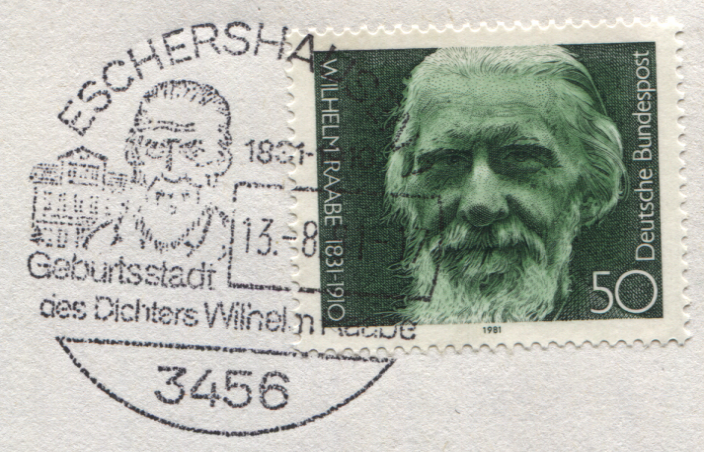
Briefmarke der Deutschen Bundespost (1981)
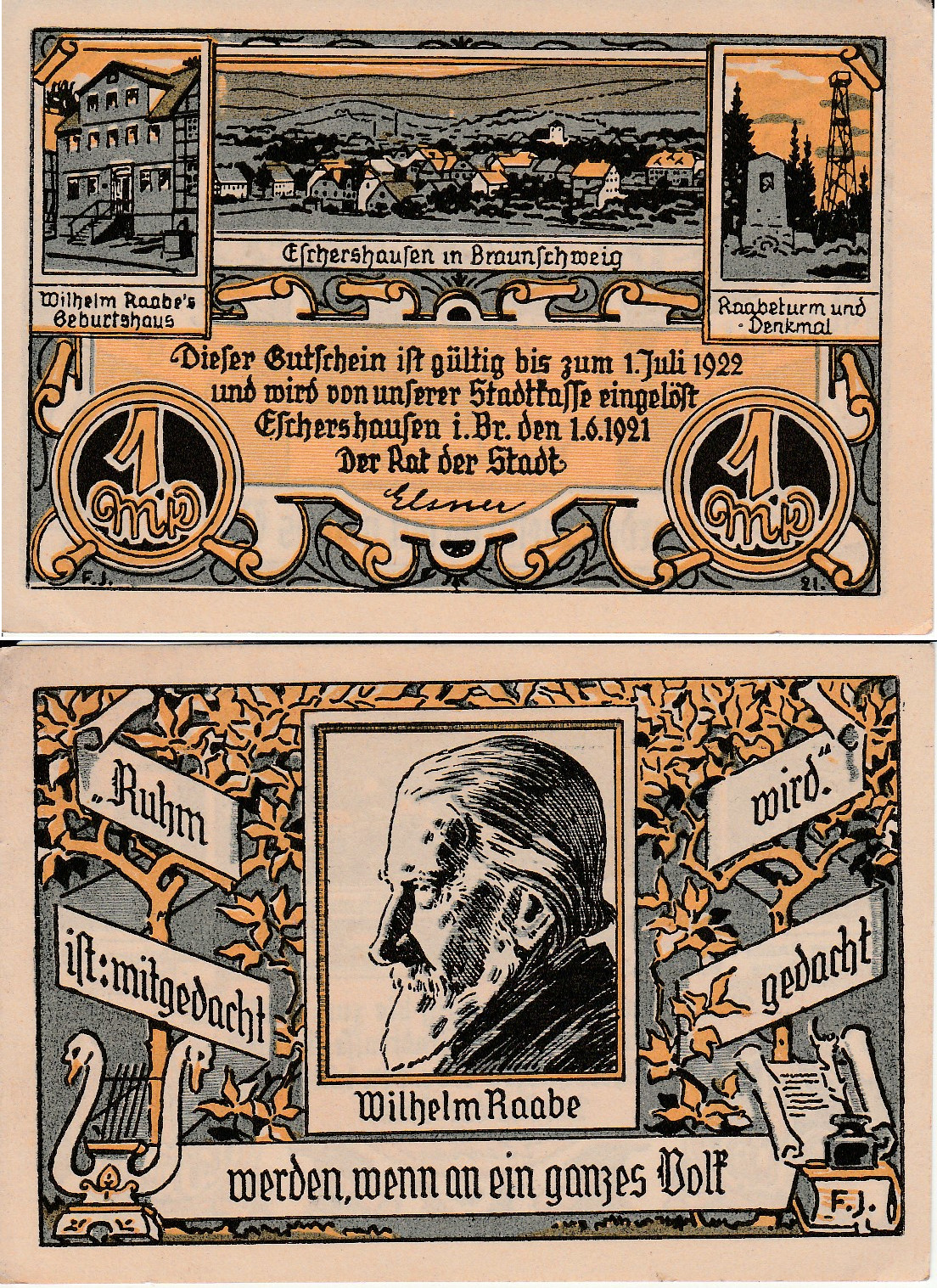
Notgeld aus dem Jahr 1921 aus Eschershausen
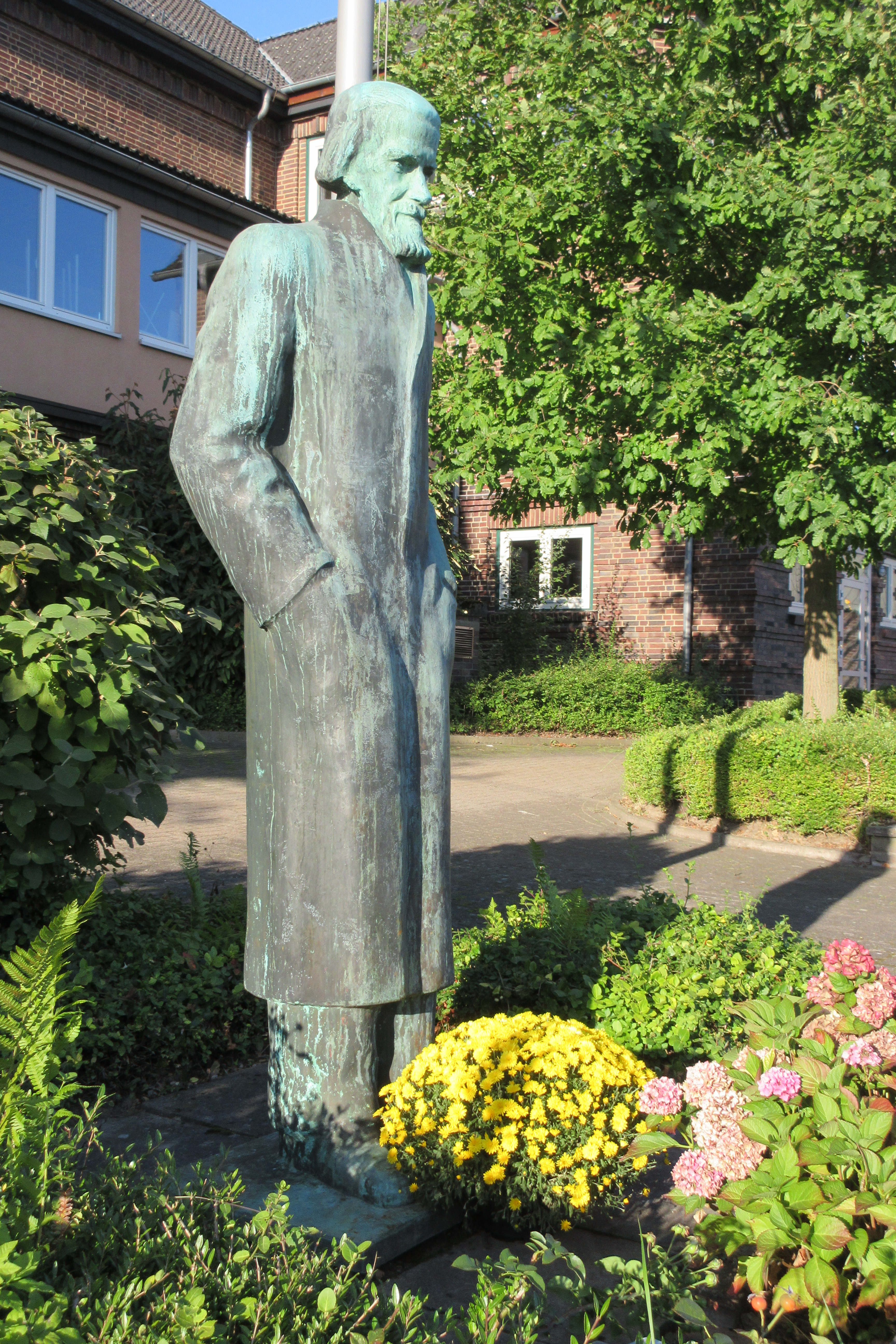
Wilhelm Raabe-Denkmal in Eschershausen